# American Flyer
Pour les articles homonymes, voir Flyer.
American Flyer est un groupe californien des années 1970. Il est surtout connu pour avoir compté en son sein Doug Yule, membre du Velvet Underground de 1968 à 1973.

## Discographie
- American Flyer (1976)
- Spirit of a Woman (1977)